# Ledebouria
Ledebouria is een geslacht uit de aspergefamilie. De soorten komen voor in Afrika, Madagaskar, India, Sri Lanka en het Arabisch Schiereiland.

## Soorten
- Ledebouria apertiflora
- Ledebouria asperifolia
- Ledebouria atrobrunnea
- Ledebouria camerooniana
- Ledebouria concolor
- Ledebouria confusa
- Ledebouria cooperi
- Ledebouria cordifolia
- Ledebouria coriacea
- Ledebouria cremnophila
- Ledebouria crispa
- Ledebouria dolomiticola
- Ledebouria edulis
- Ledebouria ensifolia
- Ledebouria floribunda
- Ledebouria galpinii
- Ledebouria glauca
- Ledebouria grandifolia
- Ledebouria hyderabadensis
- Ledebouria hypoxidioides
- Ledebouria inquinata
- Ledebouria insularis
- Ledebouria karnatakensis
- Ledebouria kirkii
- Ledebouria lepida
- Ledebouria leptophylla
- Ledebouria lilacina
- Ledebouria luteola
- Ledebouria macowanii
- Ledebouria maesta
- Ledebouria marginata
- Ledebouria minima
- Ledebouria mokobulanensis
- Ledebouria monophylla
- Ledebouria nossibeensis
- Ledebouria ovalifolia
- Ledebouria ovatifolia
- Ledebouria papillata
- Ledebouria pardalota
- Ledebouria parvifolia
- Ledebouria pustulata
- Ledebouria remifolia
- Ledebouria revoluta
- Ledebouria rupestris
- Ledebouria sandersonii
- Ledebouria scabrida
- Ledebouria socialis
- Ledebouria somaliensis
- Ledebouria sudanica
- Ledebouria undulata
- Ledebouria urceolata
- Ledebouria venteri
- Ledebouria viscosa
- Ledebouria zambesiaca
- Ledebouria zebrina